# 盛宣怀住宅
盛宣怀住宅是一座新古典主义花园洋房，位于上海市徐汇区的淮海中路1517号，于清光绪二十六年（1900年）由德国商人哇吸所建。20世纪70年代曾为日本國駐上海總領事館所用，领事馆后来迁到了虹桥开发区，这座花园整修一新，成为日本國駐上海總领事馆总领事的住宅。
1989年，盛宣怀住宅被列为上海市文物保护单位。同年被列为上海市优秀历史建筑:150。

## 历史沿革

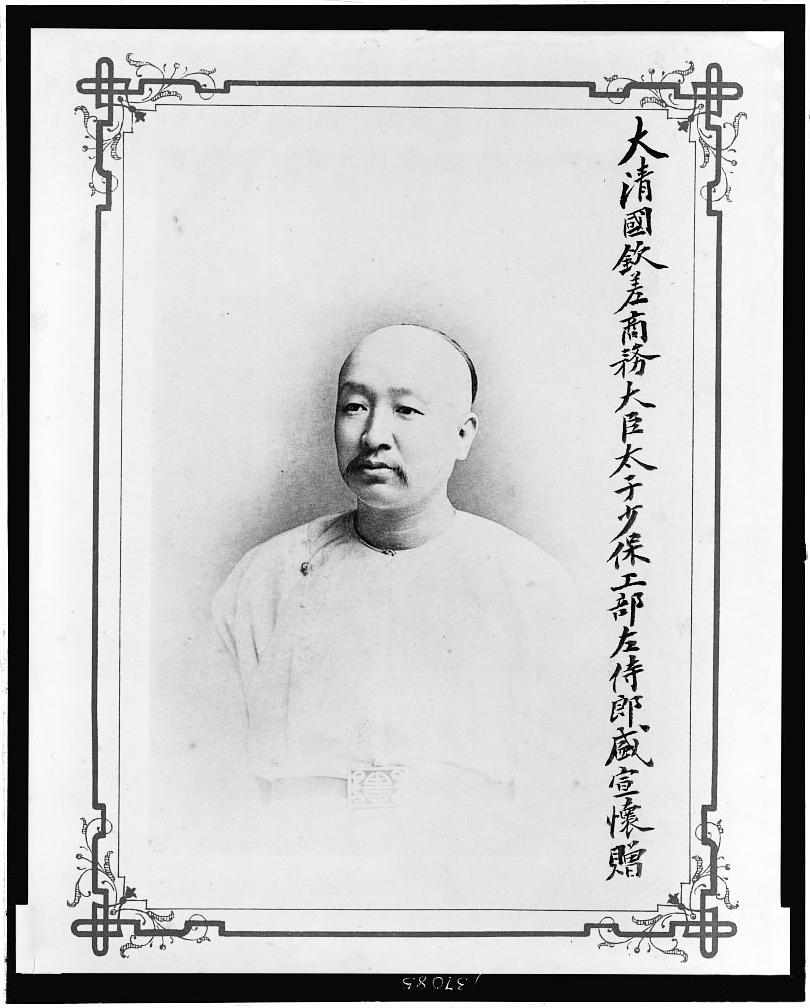
盛宣怀

清光绪二十六年（1900年），德国商人哇吸在宝昌路（即今天的淮海中路）建立了这座住宅。一战爆发前，哇吸回国，住宅也因此于1912年秋被卖给前清邮传部大臣盛宣怀。1916年4月28日，盛宣怀病逝:151，此后住宅被转交给了他的儿子盛重颐。
中华民国成立后，袁世凯将住宅封存，盛家人被迫搬到了斜桥弄（今吴江路）。1929年，中华民国政府以侵吞公款罪为由没收了盛家的盛宣怀住宅等资产。此后它被转给了前安徽省政府主席陈调元。:77
1933年，占领中国东北的日军开始准备向华北进军，他们希望此时仍在天津的段祺瑞能够出任其华北政权的头目，于是通过各种方法逼他妥协。可段祺瑞一方面无意任职，一方面又不希望得罪日军。南京国民政府也很担心段祺瑞为日军所用，加大抗日的难度。此后，他的学生兼政府首脑蒋介石亲自寄信邀他南下上海。:2381933年春，段祺瑞和他的家人离开了华北，住进了这座花园住宅。段祺瑞此后在此安心度过了晚年，此期间虽然日本人依旧不断设套，他仍旧不为所动。1936年11月2日，段祺瑞在此逝世。:377
抗战时，半个花园都被改建为上海新村。:101抗战结束后，盛重颐收回此房，盛家人常会在此宅聚会。住宅曾被转给过荣德生家族的荣鸿三。
中华人民共和国成立后，这里曾一度被用作上海市妇联和上海市高教局的办公地点。:10120世纪70年代，中日建交后盛宣怀住宅成为了日本國駐上海總領事館所在地:139:200:329，领事馆后来迁到了虹桥开发区，这座花园整修一新，成为该领事馆总领事的住宅。:122

## 建筑结构
盛宣怀住宅是一座占地面积约为1775平方米的新古典主义砖木结构住宅，呈长方形，平面对称，共三层。外设藏式阳台。主入口朝南，门前的两旁置有两根柱子。室内则分为大厅、客厅、餐厅、休息室、卧室、起居室和浴厕间七个房间。大厅呈冂形，内设楼梯，天棚由彩色玻璃组成，地板、扶梯、门窗均用柚木制成。墙上贴有花绸纸，饰有古希腊神像，外墙则通身白色。:99
屋前设有喷水池，由大理石砌成，池中原塑有古希腊神像，但在文化大革命中被毁。南面置有草坪和假山，房屋两旁植有冬青、雪松、龙柏等花草树木。佣人的住房竖向分布于东西两角，门房则置于东北角。:99